# Samuel Matete
Samuel Matete (Chingola, 27 de juliol, 1968) és un ex atleta zambià especialista en proves de tanques.
Guanyà una medalla d'argent als Jocs Olímpics de 1996 en la prova de 400 metres tanques. En total participà en 4 Jocs. També fou campió del món l'any 1991.

## Resultats
| Any  | Competició                     | Seu                      | Resultat |
| ---- | ------------------------------ | ------------------------ | -------- |
| 1988 | Campionat del Món Júnior       | Sudbury, Canadà          | 5è       |
| 1991 | Campionat del Món              | Tòquio, Japó             | 1r       |
| 1992 | Copa del Món de la IAAF        | L'Havana, Cuba           | 1r       |
| 1993 | Campionat del Món              | Stuttgart, Alemanya      | 2n       |
| 1994 | Jocs de la Commonwealth        | Victoria, Canadà         | 1r       |
| 1994 | Jocs de l'Amistat              | Sant Petersburg, Rússia  | 2n       |
| 1994 | Copa del Món de la IAAF        | Londres, Anglaterra      | 1r       |
| 1995 | Campionat del Món              | Göteborg, Suècia         | 2n       |
| 1996 | Jocs Olímpics                  | Atlanta, Estats Units    | 2n       |
| 1997 | Campionat del Món              | Atenes, Grècia           | 5è       |
| 1998 | Campionat d'Àfrica d'atletisme | Dakar, Senegal           | 1r       |
| 1998 | Copa del Món de la IAAF        | Johannesburg, Sud-àfrica | 1r       |

## Millors marques
- 400 metres tanques - 47.10 (1991)
- 400 metres llisos - 44.88 (1991)
- 200 metres llisos - 21.04 (1989)
- 100 metres llisos - 10.77 (1989)